# Kia Sephia
O Sephia é um automóvel compacto da Kia. Foi lançado em setembro de 1992 na Coreia do Sul, sendo fabricado até 2004. O nome SEPHIA  é composto pelas iniciais das palavras: "Style (estilo)", "Elegant (elegante)", "Powerful (poderoso)", "Hi-tech", "Ideal" e "Auto". Foi fabricado nas versões sedan e hatchback.
O Kia Sephia teve duas reestilizações. Na primeira delas, o carro era chamado de Kia Mentor em alguns mercados e de Timor S515/S516 na Indonésia. Na segunda geração, além de Sephia, também era chamado de Kia Mentor, Kia Shuma ou Kia Spectra, dependendo do mercado. 

## Primeira Geração (1992-1997)
O Kia Sephia foi lançado em 1992 na Coreia do Sul, 1993 nos EUA e Brasil e em 1994 na Europa. Foi o primeiro carro de passeio da Kia a ser comercializado nos EUA e na Europa. Também foi o primeiro carro coreano a ser fabricado na Indonésia.
O carro foi construído tendo como base a plataforma BG da Mazda, que também deu origem ao Mazda 323 e ao Ford Escort norte-americano. Os motores eram o 1.5 de 80 cv, 1.6 de 106 cv e o 1.8 de origem Mazda com 122 cv. Há diferenças na medição da potência do motor 1.5 entre as duas principais revistas automobilísticas do Brasil. De acordo com a Kia, são 80 cv; de acordo com a Revista Quatro Rodas, são 112 cv; e de acordo com Revista Autoesporte, 89 cv.
Tinha suspensão dianteira McPherson e traseira independente Multi-link.
Podia ser adquirido com freios ABS, ar-condicionado, vidros elétricos, retrovisores elétricos, direção hidráulica e trava central. Estava disponível um câmbio manual de 5 marchas ou automático de 4 marchas.
Há vários relatos em fóruns na Internet em que proprietários da primeira geração constataram que o tabelier de seus carros ficaram com aparência de plástico queimado alguns anos após a fabricação.
Seus principais concorrentes eram: Honda Civic, Toyota Corolla, Mitsubishi Lancer e Mazda Protegé.